# Olav Basoski
Olav Basoski (ur. 14 października 1968 w Haarlem) – holenderski didżej i remikser.
Basoski, którego rodzinne korzenie sięgają Polski - potomek polskiego żołnierza - od 15 roku życia jest didżejem i od tego czasu zgromadził na koncie swojego dorobku ponad 200 nagrań, które tworzył działając pod różnymi nazwami, oraz wiele remiksów dla różnych artystów takich jak Moby, Mirwais czy Phats & Small.